# Décima Primeira Emenda à Constituição dos Estados Unidos
A Décima Primeira Emenda (Amendment XI) à Constituição dos Estados Unidos foi aprovada pelo Congresso em 4 de março de 1794 e ratificada pelos estados em 7 de fevereiro de 1795. Ela restringe a capacidade dos indivíduos de mover ações contra estados dos quais não são cidadãos em um tribunal federal.
A Décima Primeira Emenda foi adotada para anular a decisão da Suprema Corte no caso Chisholm v. Georgia (1793), que decidiu que os estados não gozavam de imunidade soberana [en] contra ações movidas por cidadãos de outros estados em um tribunal federal. Embora a Décima Primeira Emenda tenha estabelecido que os tribunais federais não têm autoridade para julgar processos movidos por partes privadas contra um estado do qual não sejam cidadãos, a Suprema Corte decidiu que a emenda se aplica a todos os processos federais contra estados movidos por partes privadas.
A Suprema Corte também decidiu que o Congresso pode revogar a imunidade soberana do estado ao usar sua autoridade de acordo com a Seção 5 da Décima Quarta Emenda. Outros casos recentes (Torres v. Texas Department of Public Safety [en], Central Virginia Community College v. Katz [en], e PennEast Pipeline Co. v. New Jersey [en]) identificaram exceções à imunidade soberana geral dos Estados quando o Congresso age de acordo com seus poderes do Artigo I. A Suprema Corte também decidiu que os tribunais federais podem ordenar que as autoridades estaduais violem a lei federal.

## Texto
O poder judiciário dos Estados Unidos não deve ser interpretado de forma a se estender a qualquer ação judicial ou de equidade, iniciada ou processada contra um dos Estados Unidos por cidadãos de outro Estado, ou por cidadãos de qualquer Estado estrangeiro.

## Histórico
A Décima Primeira Emenda foi a primeira adotada após a Declaração dos Direitos dos Estados Unidos. Ela foi aprovada após a decisão da Suprema Corte sobre o caso Chisholm v. Georgia (1793), que definiu que os tribunais federais tinham autoridade para julgar casos legais e de equidade movidos por cidadãos contra os estados e que os estados não gozavam de imunidade soberana contra ações movidas por cidadãos de outros estados em tribunais federais. A emenda esclareceu o Artigo III, Seção 2 da Constituição, que dá jurisdição de diversidade [en] ao judiciário para ouvir casos “entre um estado e cidadãos de outro estado”.

## Proposta e ratificação
Em 4 de março de 1794, a Décima Primeira Emenda foi proposta pelo 3º Congresso [en] e aprovada pela Câmara dos Representantes por 81 votos a 9. Foi aprovada pelo Senado por 23 votos a 2 em 14 de janeiro de 1794. A emenda foi ratificada pelos legislativos estaduais dos seguintes estados:
- Nova Iorque: 27 de março de 1794;[14]
- Rhode Island: 31 de março de 1794;[14]
- Connecticut: 8 de maio de 1794;[14]
- Nova Hampshire: 16 de junho de 1794;[14]
- Massachusetts: 26 de junho de 1794;[14]
- Vermont: 9 de novembro de 1794;[14]
- Virgínia: 18 de novembro de 1794;[14]
- Geórgia: 29 de novembro de 1794;[14]
- Kentucky: 7 de dezembro de 1794;[14]
- Maryland: 26 de dezembro de 1794;[14]
- Delaware: 23 de janeiro de 1795;[14]
- Carolina do Norte: 7 de fevereiro de 1795.[14]

Na época, havia quinze estados; a ratificação por doze deles acrescentou a Décima Primeira Emenda à Constituição. A Carolina do Sul a ratificou em 4 de dezembro de 1797.
Em 8 de janeiro de 1798, três anos após a adoção da Décima Primeira Emenda, o Presidente John Adams declarou em uma mensagem ao Congresso que ela havia sido ratificada pelo número necessário de estados e agora fazia parte da Constituição. Nova Jérsia, Pensilvânia e Tennessee, que se tornou o 16º estado em 1º de junho de 1796, não tomaram nenhuma medida em relação à emenda na época. Entretanto, em 25 de junho de 2018, o Senado de Nova Jersey [en] adotou a Resolução Concorrente do Senado nº 75 para ratificar a Décima Primeira Emenda.

## Impacto

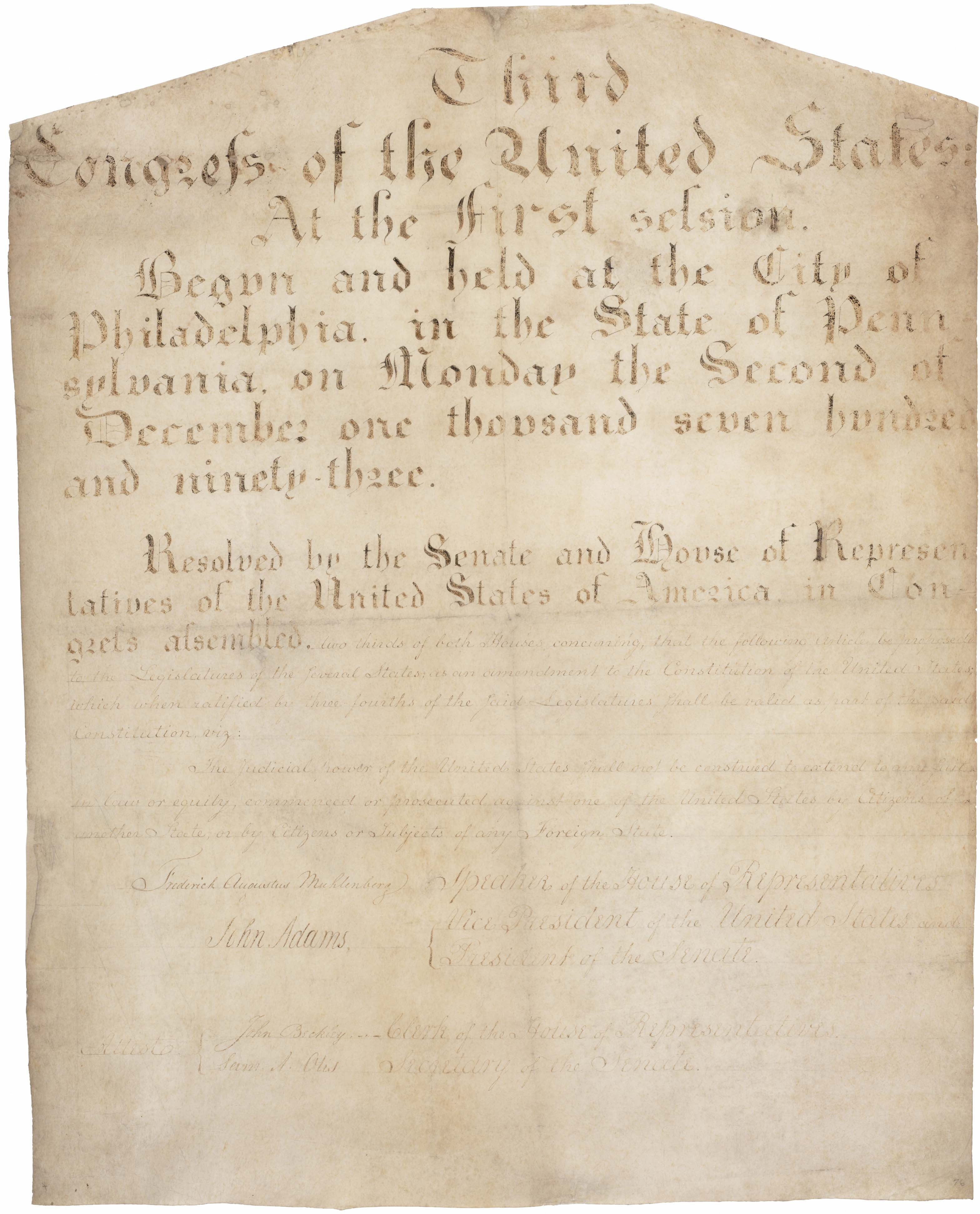
A Décima Primeira Emenda nos Arquivos Nacionais.

Três anos após sua ratificação, a decisão da Suprema Corte dos EUA no caso Hollingsworth v. Virginia [en] (1798) resultou no arquivamento de todas as ações pendentes movidas com base na Chisholm devido à adoção da emenda.

### Imunidade soberana
O texto da emenda não menciona ações movidas contra um estado por seus próprios cidadãos. Entretanto, em Hans v. Louisiana [en] (1890), a Suprema Corte decidiu que a emenda reflete um princípio amplo de imunidade soberana. No caso Alden v. Maine [en] (1999), o juiz Anthony Kennedy declarou:
A imunidade soberana não deriva da Décima Primeira Emenda, mas da estrutura da própria Constituição original. Tampouco podemos concluir que os poderes específicos do Artigo I delegados ao Congresso necessariamente incluem, em virtude da Cláusula Necessária e Apropriada ou de outra forma, a autoridade incidental para sujeitar os Estados a ações privadas como meio de atingir objetivos que, de outra forma, estariam dentro do escopo dos poderes enumerados.
O juiz David Souter, escrevendo para uma dissidência de quatro juízes no caso Alden v. Maine, disse que os estados renunciaram à sua imunidade soberana quando ratificaram a Constituição. Ele interpretou que o texto da emenda refletia uma forma restrita de imunidade soberana que limitava apenas a jurisdição de diversidade dos tribunais federais. Ele concluiu que a Décima Primeira Emenda e a Constituição não isolam os estados de ações movidas por indivíduos.

### Aplicação à lei federal
Embora a Décima Primeira Emenda conceda imunidade aos estados contra ações judiciais por danos monetários ou medidas equitativas sem o seu consentimento, a Suprema Corte decidiu que os tribunais federais podem ordenar que as autoridades estaduais violem a lei federal no caso Ex parte Young [en] (1908). A decisão da Suprema Corte no caso Fitzpatrick v. Bitzer [en] (1976) permite que o Congresso revogue a imunidade do estado contra ações judiciais de acordo com a Seção 5 da Décima Quarta Emenda; isso foi ampliado para incluir casos de falência, como em Central Virginia Community College v. Katz (2006), com base no Artigo I, Seção 8, Cláusula 4 da Constituição. Em Lapides v. Board of Regents of University System of Georgia [en] (2002), a Suprema Corte decidiu que quando um estado invoca a jurisdição de remoção de um tribunal federal, ele renuncia à Décima Primeira Emenda no caso.

### Aplicação territorial
A aplicabilidade da emenda aos territórios não incorporados dos Estados Unidos, onde os direitos constitucionais não se aplicam totalmente, permaneceu incerta por quase dois séculos após sua ratificação. Em 1983, o Tribunal de Apelações decidiu que Porto Rico goza de imunidade da Décima Primeira Emenda. No entanto, decisões posteriores de outros tribunais federais determinaram que Samoa Americana, Guam, Ilhas Marianas Setentrionais e Ilhas Virgens não gozam da imunidade da Décima Primeira Emenda.

### Tratados e relações exteriores
O especialista em direito internacional Thomas H. Lee argumenta que a intenção era que os territórios não incorporados fossem excluídos da proibição da Décima Primeira Emenda. No entanto, no caso Principality of Monaco v. Mississippi (1934), a Suprema Corte decidiu que a emenda também protege os estados de processos judiciais por entidades estrangeiras, o que Lee considera um desvio da jurisprudência estabelecida. De acordo com ele, a Décima Primeira Emenda isentou os governos estrangeiros para permitir o recurso por violações de obrigações de tratados, o que promoveu relações externas positivas e pacíficas entre os Estados Unidos e a comunidade internacional. Lee também argumenta que a emenda refletia o princípio jurídico internacional da igualdade soberana, segundo o qual os estados estrangeiros tinham status jurídico igual ao dos estados americanos e, como tal, podiam entrar com ações judiciais.